# Michael Steinberg
Pour les articles homonymes, voir Steinberg.
Michael Steinberg (Breslau, 4 octobre 1928 – Edina, 26 juillet 2009) est un critique musical, musicologue et écrivain américain. 
Selon le critique musical du San Francisco Chronicle, Joshua Kosman, Steinberg est connu pour « l'éclairage plein d'esprit et ses notes souvent profondément personnelles qu'il a écrit pour les brochures des programmes de l'Orchestre symphonique de San Francisco, dès 1979 ». Il a contribué à plusieurs entrées du New Grove Dictionary of Music and musicians, écrit des articles pour des journaux et magazines musicaux, des notes pour les livrets de disques et publié un certain nombre de livres sur la musique, collectant à la fois des textes publiés et de nouvelles pages.

## Carrière
Né à Breslau, en Allemagne (aujourd'hui Wrocław, en Pologne), Steinberg quitte l'Allemagne en 1939, comme l'un des enfants réfugiés du Kindertransport et passe quatre ans en Angleterre, avant d'émigrer aux États-Unis en 1943, avec son frère et sa mère. Il obtient un diplôme en musicologie de l'Université de Princeton (1949) – l'érudit, musicien et pianiste Charles Rosen, était son colocataire. Il étudie la musicologie avec Oliver Strunk, la théorie et l'analyse avec Edward T. Cone et Babbitt. Après Princeton, il vit deux ans en Italie grâce à une bourse Fulbright, suivie d'un séjour de deux ans en Allemagne de l'armée américaine. Ensuite, il est membre du corps professoral de l'École de musique de Manhattan, où il a enseigné l'histoire de la musique (1954–1955, 1957–1964).
Steinberg enseigne dans plusieurs collèges de New York et du Massachusetts, avant de devenir critique musical en 1964, pour le Boston Globe. Son temps avec le Globe n'a pas été sans controverse. Alors que Steinberg est salué pour son écriture, les normes élevées par lequel il a mesuré les interprétations qu'il examine, sont cause de frictions avec l'Orchestre symphonique de Boston. À un moment, les membres l'orchestre ont voté l'interdiction pour Steinberg d'assister aux concerts. Cependant, après près de douze ans de collaboration au Globe, il devient le rédacteur des programmes de l'orchestre. En 1979, il travaille comme directeur des publications et conseiller artistique pour le San Francisco Symphony, poste qu'il assure jusqu'en 1989. Il est le rédacteur des programmes pour d'autres orchestres au long de sa carrière, notamment le New York Philharmonic (dès 1995) et le Minnesota Orchestra. Pour ce dernier, il en est également le conseiller artistique pendant les années 1990.
Dans un entretien pour le San Francisco Chronicle en 1995, Steinberg exprime qu'il voit  son rôle de critique et de rédacteur de programmes, comme quelqu'un à même de « construire des ponts et une aide pour créer un contact entre les auditeurs — des auditeurs non professionnels pour la plupart — et la musique »
Steinberg est mort le 26 juillet 2009 à Edina au Minnesota, à l'âge de 80 ans,,,.

## Écrits
- (en) Avec Benjamin Hadley (éd.) et George Gelles, Britannica Book of Music, Garden City (New York), Doubleday 1980. (OCLC 873109374)
- (en) The Symphony, Oxford et New York, Oxford University Press, 1995.  (ISBN 0-19-506177-2).
- (en) The Concerto, New York/Oxford, Oxford University Press, 1998, xv-506 (ISBN 0-19-510330-0, OCLC 896946973).
- (en) Choral Masterworks : A Listener's Guide, New York/Oxford, Oxford University Press, 2005, xiii-321 (ISBN 0-19-512644-0, OCLC 977598065).